# Élections législatives de 1958 dans le Finistère
Les élections législatives françaises de 1958 se déroulent les 23 et 30 novembre 1958. Dans le département du Finistère, huit députés sont à élire dans le cadre de huit circonscriptions.

## Élus
| Circonscription | Député élu            | Parti | Parti |
| --------------- | --------------------- | ----- | ----- |
| 1re             | Hervé Nader           |       | UNR   |
| 2e              | Georges Lombard       |       | CNIP  |
| 3e              | Gabriel de Poulpiquet |       | UNR   |
| 4e              | Jean Le Duc           |       | CNIP  |
| 5e              | Joseph Pinvidic       |       | CNIP  |
| 6e              | Jean Crouan           |       | CNIP  |
| 7e              | Xavier Trellu         |       | MRP   |
| 8e              | Louis Orvoën          |       | MRP   |

## Mode de scrutin
Le Finistère passe de 10 députés élus à la proportionnelle à 8 élus dans des circonscriptions.
Ces dernières ne respectent pas les arrondissements, comme le faisait les découpages en vigueur de 1889 à 1936.
L'élection se fait au scrutin uninominal majoritaire à deux tours. 
Il faut réunir pour être élu au premier tour :
1. La majorité absolue des suffrages exprimés ;
2. Un nombre de suffrages égal au quart des électeurs inscrits.

Au deuxième tour la majorité relative suffit. En cas d'égalité c'est le plus âgé qui est élu.

## Résultats

### Résultats à l'échelle du département
| Parti          | Parti                                            | Premier tour | Premier tour | Second tour | Second tour | Sièges |
| Parti          | Parti                                            | Voix         | %            | Voix        | %           | Sièges |
| -------------- | ------------------------------------------------ | ------------ | ------------ | ----------- | ----------- | ------ |
|                | Union pour la nouvelle République                | 62 666       | 15,93        | 53 709      | 14,10       | 2      |
|                | Centre national des indépendants et paysans      | 52 352       | 13,31        | 88 958      | 23,35       | 4      |
|                | Modérés                                          | 38 712       | 9,84         | 18 065      | 4,74        | 0      |
|                | Droite parlementaire                             | 153 730      | 39,09        | 160 732     | 42,19       | 6      |
|                |                                                  |              |              |             |             |        |
|                | Mouvement républicain populaire                  | 106 192      | 27,00        | 118 016     | 30,98       | 2      |
|                | Section française de l'Internationale ouvrière   | 55 833       | 14,20        | 57 420      | 15,07       | 0      |
|                | Parti communiste français                        | 54 228       | 13,79        | 38 318      | 10,06       | 0      |
|                | Centre réformateur républicain                   | 8 873        | 2,26         | 6 461       | 1,70        | 0      |
|                | Parti républicain, radical et radical-socialiste | 7 609        | 1,93         |             |             | 0      |
|                | Centre républicain                               | 6 800        | 1,73         | Retrait     | Retrait     | 0      |
|                |                                                  |              |              |             |             |        |
| Inscrits       | Inscrits                                         | 499 977      | 100,00       | 499 579     | 100,00      | 8      |
| Abstentions    | Abstentions                                      | 102 949      | 20,59        | 109 850     | 21,99       |        |
| Votants        | Votants                                          | 397 028      | 79,41        | 389 729     | 78,01       |        |
| Blancs et nuls | Blancs et nuls                                   | 3 763        | 0,95         | 8 782       | 2,25        |        |
| Exprimés       | Exprimés                                         | 393 265      | 99,05        | 380 947     | 97,75       |        |

### Résultats par circonscription

#### Première circonscription (Quimper)
| Candidat       | Candidat                | Parti          | Premier tour | Premier tour | Second tour | Second tour |  |
| Candidat       | Candidat                | Parti          | Voix         | %            | Voix        | %           |  |
| -------------- | ----------------------- | -------------- | ------------ | ------------ | ----------- | ----------- |  |
|                | Hervé Nader élu         | UNR            | 16 362       | 32,67        | 23 682      | 46,37       |  |
|                | André Monteil           | MRP            | 13 814       | 27,59        | 13 780      | 26,98       |  |
|                | Daniel Trellu           | PCF            | 10 857       | 21,68        | 13 611      | 26,65       |  |
|                | Pierre Keraval          | SFIO           | 6 214        | 12,41        | Retrait     | Retrait     |  |
|                | Paul Corcuff            | Modérés        | 1 648        | 3,29         |             |             |  |
|                | François-Joseph Maillet | CRR            | 1 181        | 2,36         |             |             |  |
|                |                         |                |              |              |             |             |  |
| Inscrits       | Inscrits                | Inscrits       | 63 309       | 100,00       | 63 281      | 100,00      |  |
| Abstentions    | Abstentions             | Abstentions    | 12 665       | 20,01        | 11 457      | 18,1        |  |
| Votants        | Votants                 | Votants        | 50 644       | 79,99        | 51 824      | 81,9        |  |
| Blancs et nuls | Blancs et nuls          | Blancs et nuls | 568          | 1,12         | 751         | 1,45        |  |
| Exprimés       | Exprimés                | Exprimés       | 50 076       | 98,88        | 51 073      | 98,55       |  |

#### Deuxième circonscription (Brest)
| Candidat           | Candidat            | Parti          | Premier tour | Premier tour | Second tour | Second tour |  |
| Candidat           | Candidat            | Parti          | Voix         | %            | Voix        | %           |  |
| ------------------ | ------------------- | -------------- | ------------ | ------------ | ----------- | ----------- |  |
|                    | Yves Jaouen         | MRP            | 12 919       | 21,86        | 15 704      | 26,57       |  |
|                    | Georges Lombard élu | CNIP           | 10 243       | 17,33        | 18 482      | 31,27       |  |
|                    | Robert Gravot       | SFIO           | 8 643        | 14,62        | 18 451      | 31,22       |  |
|                    | Gabriel Paul        | PCF            | 8 287        | 14,02        | Retrait     | Retrait     |  |
|                    | Jean Griffe         | CRR            | 7 692        | 13,01        | 6 461       | 10,93       |  |
|                    | Marie Piriou        | UNR            | 7 291        | 12,33        | Retrait     | Retrait     |  |
|                    | Jean Bizien         | Radsoc         | 2 662        | 4,5          |             |             |  |
|                    | François Creignou   | Modérés        | 1 373        | 2,32         |             |             |  |
|                    |                     |                |              |              |             |             |  |
| Inscrits           | Inscrits            | Inscrits       | 75 663       | 100,00       | 75 663      | 100,00      |  |
| Abstentions        | Abstentions         | Abstentions    | 16 010       | 21,16        | 16 247      | 21,47       |  |
| Votants            | Votants             | Votants        | 59 653       | 78,84        | 59 416      | 78,53       |  |
| Blancs et nuls     | Blancs et nuls      | Blancs et nuls | 543          | 0,91         | 318         | 0,54        |  |
| Exprimés           | Exprimés            | Exprimés       | 59 110       | 99,09        | 59 098      | 99,46       |  |
| Source : Data.gouv |                     |                |              |              |             |             |  |

#### Troisième circonscription (Landerneau)
| Candidat           | Candidat                  | Parti          | Premier tour | Premier tour | Second tour | Second tour |  |
| Candidat           | Candidat                  | Parti          | Voix         | %            | Voix        | %           |  |
| ------------------ | ------------------------- | -------------- | ------------ | ------------ | ----------- | ----------- |  |
|                    | Gabriel de Poulpiquet élu | UNR            | 17 806       | 34,56        | 29 638      | 62,81       |  |
|                    | André Colin               | MRP            | 15 087       | 29,29        | 17 548      | 37,19       |  |
|                    | Paul Guyader              | Modérés        | 10 436       | 20,26        | Retrait     | Retrait     |  |
|                    | Jean-Louis Rolland        | SFIO           | 6 461        | 12,54        | Retrait     | Retrait     |  |
|                    | Henri Roudot              | PCF            | 1 725        | 3,35         |             |             |  |
|                    |                           |                |              |              |             |             |  |
| Inscrits           | Inscrits                  | Inscrits       | 60 907       | 100,00       | 60 883      | 100,00      |  |
| Abstentions        | Abstentions               | Abstentions    | 9 007        | 14,79        | 11 615      | 19,08       |  |
| Votants            | Votants                   | Votants        | 51 900       | 85,21        | 49 268      | 80,92       |  |
| Blancs et nuls     | Blancs et nuls            | Blancs et nuls | 385          | 0,74         | 2 082       | 4,23        |  |
| Exprimés           | Exprimés                  | Exprimés       | 51 515       | 99,26        | 47 186      | 95,77       |  |
| Source : Data.gouv |                           |                |              |              |             |             |  |

#### Quatrième circonscription (Morlaix)
| Candidat                      | Candidat                | Parti          | Premier tour | Premier tour | Second tour | Second tour |  |
| Candidat                      | Candidat                | Parti          | Voix         | %            | Voix        | %           |  |
| ----------------------------- | ----------------------- | -------------- | ------------ | ------------ | ----------- | ----------- |  |
|                               | François Tanguy-Prigent | SFIO           | 13 720       | 29,35        | 22 540      | 48,39       |  |
|                               | Jean Le Duc élu         | CNIP           | 13 669       | 29,24        | 24 037      | 51,61       |  |
|                               | François Prigent        | MRP            | 12 312       | 26,34        | Retrait     | Retrait     |  |
|                               | Alphonse Penven         | PCF            | 7 043        | 15,07        | Retrait     | Retrait     |  |
|                               |                         |                |              |              |             |             |  |
| Inscrits                      | Inscrits                | Inscrits       | 58 440       | 100,00       | 58 510      | 100,00      |  |
| Abstentions                   | Abstentions             | Abstentions    | 11 300       | 19,34        | 11 379      | 19,45       |  |
| Votants                       | Votants                 | Votants        | 47 140       | 80,66        | 47 131      | 80,55       |  |
| Blancs et nuls                | Blancs et nuls          | Blancs et nuls | 396          | 0,84         | 554         | 1,18        |  |
| Exprimés                      | Exprimés                | Exprimés       | 46 744       | 99,16        | 46 577      | 98,82       |  |
| Source : Data.gouv et CEVIPOF |                         |                |              |              |             |             |  |

#### Cinquième circonscription (Landivisiau)
| Candidat           | Candidat            | Parti          | Premier tour | Premier tour | Second tour | Second tour |  |
| Candidat           | Candidat            | Parti          | Voix         | %            | Voix        | %           |  |
| ------------------ | ------------------- | -------------- | ------------ | ------------ | ----------- | ----------- |  |
|                    | Joseph Pinvidic élu | CNIP           | 14 878       | 29,66        | 19 318      | 41,47       |  |
|                    | Alain Jaouen        | Modérés        | 14 708       | 29,32        | 10 497      | 22,53       |  |
|                    | Louis Guillou       | MRP            | 10 724       | 21,38        | 16 769      | 36          |  |
|                    | François Manach     | SFIO           | 8 046        | 16,04        | Retrait     | Retrait     |  |
|                    | Marcel Lucas        | PCF            | 1 810        | 3,61         |             |             |  |
|                    |                     |                |              |              |             |             |  |
| Inscrits           | Inscrits            | Inscrits       | 60 900       | 100,00       | 60 688      | 100,00      |  |
| Abstentions        | Abstentions         | Abstentions    | 10 289       | 16,89        | 12 333      | 20,32       |  |
| Votants            | Votants             | Votants        | 50 611       | 83,11        | 48 355      | 79,68       |  |
| Blancs et nuls     | Blancs et nuls      | Blancs et nuls | 445          | 0,88         | 1 771       | 3,66        |  |
| Exprimés           | Exprimés            | Exprimés       | 50 166       | 99,12        | 46 584      | 96,34       |  |
| Source : Data.gouv |                     |                |              |              |             |             |  |

#### Sixième circonscription (Châteaulin)
| Candidat           | Candidat         | Parti          | Premier tour | Premier tour | Second tour | Second tour |  |
| Candidat           | Candidat         | Parti          | Voix         | %            | Voix        | %           |  |
| ------------------ | ---------------- | -------------- | ------------ | ------------ | ----------- | ----------- |  |
|                    | Jean Crouan élu  | CNIP           | 13 562       | 28,37        | 27 121      | 61,65       |  |
|                    | Édouard Le Jeune | MRP            | 10 906       | 22,81        | 444         | 1,01        |  |
|                    | Jean Rohou       | CR             | 6 800        | 14,22        | Retrait     | Retrait     |  |
|                    | Hervé Mao        | SFIO           | 6 316        | 13,21        | 16 429      | 37,34       |  |
|                    | Roger Thomas     | PCF            | 5 489        | 11,48        | Retrait     | Retrait     |  |
|                    | Pierre Abéguilé  | Modérés        | 4 732        | 9,9          | Retrait     | Retrait     |  |
|                    |                  |                |              |              |             |             |  |
| Inscrits           | Inscrits         | Inscrits       | 62 426       | 100,00       | 62 419      | 100,00      |  |
| Abstentions        | Abstentions      | Abstentions    | 14 335       | 22,96        | 16 810      | 26,93       |  |
| Votants            | Votants          | Votants        | 48 091       | 77,04        | 45 609      | 73,07       |  |
| Blancs et nuls     | Blancs et nuls   | Blancs et nuls | 286          | 0,59         | 1 615       | 3,54        |  |
| Exprimés           | Exprimés         | Exprimés       | 47 805       | 99,41        | 43 994      | 96,46       |  |
| Source : Data.gouv |                  |                |              |              |             |             |  |

#### Septième circonscription (Douarnenez)
| Candidat           | Candidat          | Parti          | Premier tour | Premier tour | Second tour | Second tour |  |
| Candidat           | Candidat          | Parti          | Voix         | %            | Voix        | %           |  |
| ------------------ | ----------------- | -------------- | ------------ | ------------ | ----------- | ----------- |  |
|                    | Xavier Trellu élu | MRP            | 17 547       | 41,2         | 30 497      | 73,92       |  |
|                    | Hervé Gloaguen    | UNR            | 11 472       | 26,94        | Retrait     | Retrait     |  |
|                    | Pierre Moalic     | PCF            | 8 622        | 20,25        | 10 757      | 26,08       |  |
|                    | René Croissant    | Radsoc         | 4 947        | 11,62        | Retrait     | Retrait     |  |
|                    |                   |                |              |              |             |             |  |
| Inscrits           | Inscrits          | Inscrits       | 57 116       | 100,00       | 57 050      | 100,00      |  |
| Abstentions        | Abstentions       | Abstentions    | 14 025       | 24,56        | 14 750      | 25,85       |  |
| Votants            | Votants           | Votants        | 43 091       | 75,44        | 42 300      | 74,15       |  |
| Blancs et nuls     | Blancs et nuls    | Blancs et nuls | 503          | 1,17         | 1 046       | 2,47        |  |
| Exprimés           | Exprimés          | Exprimés       | 42 588       | 98,83        | 41 254      | 97,53       |  |
| Source : Data.gouv |                   |                |              |              |             |             |  |

#### Huitième circonscription (Concarneau - Quimperlé)
| Candidat           | Candidat         | Parti          | Premier tour | Premier tour | Second tour | Second tour |  |
| Candidat           | Candidat         | Parti          | Voix         | %            | Voix        | %           |  |
| ------------------ | ---------------- | -------------- | ------------ | ------------ | ----------- | ----------- |  |
|                    | Louis Orvoën élu | MRP            | 12 883       | 28,46        | 23 274      | 51,51       |  |
|                    | Paul Le Gall     | PCF            | 10 395       | 22,97        | 13 950      | 30,88       |  |
|                    | Yves Chapel      | UNR            | 9 735        | 21,51        | 389         | 0,86        |  |
|                    | Charles Linement | SFIO           | 6 433        | 14,21        | Retrait     | Retrait     |  |
|                    | Alain Le Louédec | Modérés        | 5 815        | 12,85        | 7 568       | 16,75       |  |
|                    |                  |                |              |              |             |             |  |
| Inscrits           | Inscrits         | Inscrits       | 61 216       | 100,00       | 61 085      | 100,00      |  |
| Abstentions        | Abstentions      | Abstentions    | 15 318       | 25,02        | 15 259      | 24,98       |  |
| Votants            | Votants          | Votants        | 45 898       | 74,98        | 45 826      | 75,02       |  |
| Blancs et nuls     | Blancs et nuls   | Blancs et nuls | 637          | 1,39         | 645         | 1,41        |  |
| Exprimés           | Exprimés         | Exprimés       | 45 261       | 98,61        | 45 181      | 98,59       |  |
| Source : Data.gouv |                  |                |              |              |             |             |  |